# L'Escanera
L'Escanera és una masia de l'Esquirol (Osona) inclosa a l'Inventari del Patrimoni Arquitectònic de Catalunya.

## Descripció
Masia de planta rectangular (20 x 9 m), coberta a dues vessants i amb el carener paral·lel a la façana situada a migdia. Els murs de migdia, llevant i tramuntana estan arrebossats amb Portland. Consta de planta baixa, pis i golfes. A la façana principal s'accedeix a través d'un portal situat a l'angle Est que dona a un pati interior envoltat per diversos cossos de corts. Aquest façana presenta a la planta baixa dos portals laterals i un al sector Oest, que dona sota els porxos. Al primer pis hi ha dues finestres de gres, una datada (1725) i una de petita que dona al porxo. A les golfes s'obre una petita finestra. La façana Oest presenta un cos de porxos adossat amb un portal a la planta i un altre al primer pis. La façana Nord presenta set finestretes a la planta, quatre al primer pis (tres de gres) i tres més a les golfes. La façana Est presenta a la planta una finestreta que dona a les corts; al primer pis té dues finestres de gres amb ampit motllurat i una de quadrada petita; a les golfes n'hi ha dues més, també de gres.

## Història
Masia que pertany al terme de Sant Martí Sescorts, vinculat religiosament a Manlleu i civilment a la senyoria del Cabrerès. La seva demarcació forma part de la batllia del Cabrerès des del segle xv. Ara bé, la parròquia de Sant Martí Sescorts no es refon definitivament amb el municipi de l'Esquirol fins al 1824, quan el Consell de Castella va denegar l'existència de les "Masies de Santa Maria de Corcó", que havia funcionat entre el 1814 i el 1824 amb la capitalitat a Sant Martí Sescorts.